# Hogna efformata
Hogna efformata là một loài nhện trong họ Lycosidae.
Loài này thuộc chi Hogna. Hogna efformata được Carl Friedrich Roewer miêu tả năm 1959.